# Владимир Башев
Владимир Дамянов Башев е български поет и журналист, на чието име е учредена национална награда за поезия.

## Биография
Роден е на 28 юли 1935 г. в София в културно семейство, с баща ориенталист. Основно и гимназиално образование получава в София. Завършва специалност българска филология в Софийския университет.
За първи път печата през 1950 г. във в. „Самоковска трибуна“. Работи като редактор на в. „Работническо дело“ и в. „Народна младеж“, като първи главен редактор на в. „Пулс“ и като заместник главен редактор на в. „Литературен фронт“.
Владимир Башев умира на 32 години при автомобилна катастрофа на 19 ноември 1967 г.

## Творчество
В периода от 1957 до 1967 г. Башев оставя 7 стихосбирки: „Тревожни антени“ (1957 г.), „Преодоляване на гравитацията“ (1960 г.), „Желязно време“ (1962 г.), „Нецелунатите момичета“ (поема, 1963 г.), „Магазин за часовници“ (1964 г.), „Възраст“ (1964 г.), „Ателие“ (1967 г.), стотици стихотворения, поемите „Кирил против догмата“ и „Голямата наука“, радиооперата „Вашето присъствие“, много преводи на младите тогава руски поети Евтушенко и Вознесенски, либретото на операта „Антигона 43“, десетки текстове за песни, множество публицистични и литературни статии и есета, събрани от Никола Инджов в книгата „Прекрасната зависимост“.
В една от тези статии той пише: „Никога няма да се нагледам на точния ход на стрелките, никога няма да се нарадвам на тяхната игра – така проста, така безинтересна и така величествена. Това, което наричахме епоха, съществува в потоци, в съзвездия от секунди, къси като дихание, годни да определят само един поглед към приятеля или звездите, едно посягане към машината или длетото. Безброй такива подробности бележат нашия неукротим порив към творчество, нашия стремеж да изпълваме с непреходни неща и най-малките подразделения на времето.“
Творчеството на Башев е емоционално отражение на определена социална, нравствена и културна епоха, която съдържа в себе си много от своите продукти на времето: живота на човека в големия град, реалиите на съвременния бит, неспокойствието, тревогата и възванието, търсенето, тръпката и очакването, скоростите, информацията, науката, научните термини, изкуството (поезия, музика, живопис), философията, политиката, урбанизацията, спорта.
Вестник „Пулс“ отделя и подрежда по реда на публикуването онази част от творбите на Башев, които не са били включени от самия него в стихосбирките му, а също така и онези стихотворения, които били издирени в ръкопис след смъртта на поета. 6 писма на Башев стават повод за написването на „Оратория за нашето време“ (1959 г.) от Любомир Пипков.

## Памет
На Владимир Башев е наречена улица в квартал „Гео Милев“ в София (Карта).